# La Boissière (Hérault)
 La Boissière  es una población y comuna francesa, situada en la región de Languedoc-Rosellón, departamento de Hérault, en el distrito de Montpellier y cantón de Aniane.

## Demografía
| 215 | 221 | 253 | 404 | 594 | 718 |
| Para los censos de 1962 a 1999 la población legal corresponde a la población sin duplicidades (Fuente: INSEE [Consultar]) |     |     |     |     |     |